# Paleontología en 1936
La paleontología es el estudio de las formas de vida prehistóricas en el planeta Tierra mediante el análisis de fósiles de plantas y animales. Esto incluye el estudio de fósiles corporales, huellas (icnitas), madrigueras, restos de restos, heces fosilizadas (coprolitos), palinomorfos y residuos químicos. Dado que los seres humanos han encontrado fósiles durante milenios, la paleontología tiene una larga historia, tanto antes como después de su formalización como ciencia. Este artículo registra descubrimientos y eventos significativos relacionados con la paleontología ocurridos o que hayan sido publicados en el naño 1936.

## Plantas

### Helechos y aliados de los helechos
| Nombre                   | Novedad  | Estado                         | Autor(es)      | Era                | Unidad                | Ubicación                                     | Sinonimia | Notas | Images |
| ------------------------ | -------- | ------------------------------ | -------------- | ------------------ | --------------------- | --------------------------------------------- | --------- | --- | ------ |
| Asplenium alaskanum      | Sp nov   | Una posible especie de fresno. | Hollick        | Eoceno superior    | Formación Kulthieth   | Bandera de Estados Unidos · Bandera de Alaska |           | Descrita inicialmente como una especie de Dennstaedtia. Trasladada parcialmente a Dryopteris alaskana en 1977.                                                             |        |
| Dennstaedtia blomstrandi | Comb nov | válido                         | (Heer) Hollick | Eoceno             | Ny-Ålesund suite      | Bandera de Noruega                            |           | Una especie de Dennstaedtia. Trasladada de Sphenopteris blomstrandii (1868).                                                                                               |        |
| Dryopteris meyeri        | Comb nov | Isonym                         | (Heer) Hollick | MiocenoTortoniense | Öhningen              | Baden-Württemberg                             |           | Una especie de Thelypteris. Trasladada de Aspidium hamiltonensis (1854). Trasladada isonímicamente a trasladada por Jablonszky (1914). Moved to Thelypteris meyeri in 1968 |        |
| Hausmannia atwoodi       | Sp nov   | Sinónimo júnior                | Hollick        | Paleoceno/Eoceno   | "Herendeen Bay flora" | Bandera de Estados Unidos · Bandera de Alaska |           | Una especie nymphaeaceae Castaliites. Se mudó a Castaliites atwoodii en 1976                                                                                               |        |
| Osmunda dubiosa          | Sp nov   | Sinónimo júnior                | Hollick        | Paleoceno/Eoceno   | "Cape Douglas flora"  | Bandera de Estados Unidos · Bandera de Alaska |           | Descrita inicialmente como especie de «Osmunda». Trasladada a «Cladophlebis dubiosa» en 1983. Trasladada a «Osmundastrum dubiosum» en 1988.                                |        |
| Pteris inequilateralis   | Sp nov   | Sinónimo júnior                | Hollick        | Superior Eoceno    | Formación Kulthieth   | Bandera de Estados Unidos · Bandera de Alaska |           | Descrita inicialmente como una especie de Pteris. Trasladada parcialmente a [[Sinonimia (biología)] en 1977                                                                |        |

### Cicadofitas
| Nombre                     | Novedad   | Estado | Autores | Edad               | Unidad                        | Ubicación               | Taxones sinónimos | Notas                      | Imágenes |
| -------------------------- | --------- | ------ | ------- | ------------------ | ----------------------------- | ----------------------- | ----------------- | -------------------------- | -------- |
| Ginkgo reniforme conformis | Subsp nov |        | Hollick | Paleoceno / Eoceno | Flora de la bahía de Chinitna | Estados Unidos (Alaska) |                   | Una subespecie de Ginkgo . |          |

### Ginkgofitas
| Nombre                       | Novedad | Estado          | Autores | Edad               | Unidad                        | Ubicación               | Taxones sinónimos | Notas                                                              | Imágenes |
| ---------------------------- | ------- | --------------- | ------- | ------------------ | ----------------------------- | ----------------------- | ----------------- | ------------------------------------------------------------------ | -------- |
| Anthrophyopsis hamiltonensis | Sp nov  | Sinónimo júnior | Hollick | Paleoceno / Eoceno | Flora de la bahía de Hamilton | Estados Unidos (Alaska) |                   | Una especie de Ctenis . Trasladado a Ctenis hamiltonensis ( 1952 ) |          |

### Coníferas

#### Cupresáceas
| Nombre           | Novedad | Estado          | Autores | Edad               | Unidad                        | Ubicación               | Taxones sinónimos | Notas | Imágenes |
| ---------------- | ------- | --------------- | ------- | ------------------ | ----------------------------- | ----------------------- | ----------------- | --- | -------- |
| Taxodium crassum | Sp nov  | sinónimo júnior | Hollick | Paleoceno / Eoceno | Flora de la bahía de Hamilton | Estados Unidos (Alaska) |                   | Nombrada como una especie de Taxodium . Sinónimos en parte de Taxodium dubium y en parte de Metasequoia occidentalis (1951) |          |

### Plantas con flores

#### Magnólidos
| Nombre                 | Novedad  | Estado          | Autores               | Edad              | Unidad                        | Ubicación                                     | Taxones sinónimos | Notas | Imágenes |
| ---------------------- | -------- | --------------- | --------------------- | ----------------- | ----------------------------- | --------------------------------------------- | --- | --- | -------- |
| Cinnamomum cinnamomeum | Comb nov |                 | (Rossmässler) Hollick | Tortoniense       | Öhningen                      | Baden-Württemberg                             | synonymyCamphora polymorpha (1855?) pro parte Ceanothus polymorphus (1845) Cinnamomum polymorphum (1856) Daphnogene cinnamomeifolia (1845) Daphnogene polymorpha (1851) Laurus cinnamomiformis (1840) nomen nudum Phyllites cinnamomeifolia (1828) nomen nudum? Phyllites cinnamomiformis (1828) nomen nudum Phyllites cinnamomeus (1840) Rhamnus terminalis (1836) nomen nudum | Relacionado a Cinnamomum |          |
| Cinnamomum ficoides    | Sp nov   |                 | Hollick               | Paleoceno/Eoceno  | "Russel Creek Flora"          | Bandera de Estados Unidos · Bandera de Alaska | | Relacionado a Cinnamomum |          |
| Laurus hamiltonensis   | Sp nov   |                 | Hollick               | Paleoceno/Eoceno  | Flora de la bahía de Hamilton | Bandera de Estados Unidos · Bandera de Alaska | | Relacionado a los laureles |          |
| Malapoenna magnifica   | Comb nov | sinónimo júnior | (Saporta) Hollick     | OligoceneChattian |                               | Bandera de Francia                            | | Combinación de un sinónimo júnior de Malapoenna magnifica (Kuntze, 1891) Descrito por primera vez como Litsea magnifica (1865) Regresó a Litsea magnifica en (? 1952)Movido a Neolitsea magnifica en (1975) |          |
| Persea spatiosa        | Sp nov   | Sinónimo júnior | Hollick               | Priaboniense      | Formación Kulthieth           | Bandera de Estados Unidos · Bandera de Alaska | | Descrito por primera vez como un pariente del aguacate, trasladado a Luvunga spatioea en 1977. |          |
| Piper chapini          | Sp nov   |                 | Hollick               | Paleoceno/Eoceno  | Matanuska coal field          | Bandera de Estados Unidos · Bandera de Alaska | | Especie familia de los pimientos |          |
| Piper concavum         | Sp nov   |                 | Hollick               | Paleoceno/Eoceno  | "Grade Trail cabin flora"     | Bandera de Estados Unidos · Bandera de Alaska | | Especie familia de los pimientos |          |
| Piper convertabilis    | Sp nov   |                 | Hollick               | Paleoceno/Eoceno  | Campo de carbón de Matanuska  | Bandera de Estados Unidos · Bandera de Alaska | | Especie familia de los pimientos |          |
| Piper disputabilis     | Sp nov   |                 | Hollick               | Paleoceno/Eoceno  | "Canyon Creek flora"          | Bandera de Estados Unidos · Bandera de Alaska | | Especie familia de los pimientos |          |
| Piper septentrionalis  | Sp nov   |                 | Hollick               | Paleoceno/Eoceno  | "Chignik Lake flora"          | Bandera de Estados Unidos · Bandera de Alaska | | Especie familia de los pimientos |          |
| Sassafras alaskanum    | Sp nov   |                 | Hollick               | Paleoceno/Eoceno  | Flora de la bahía de Hamilton | Bandera de Estados Unidos · Bandera de Alaska | | Relacionado con Sassafras |          |

#### Monocotiledóneas
| Nombre               | Novedad | Estado          | Autores | Edad               | Unidad                       | Ubicación      | Taxones sinónimos | Notas | Imágenes |
| -------------------- | ------- | --------------- | ------- | ------------------ | ---------------------------- | -------------- | ----------------- | --- | -------- |
| Flabellaria alaskana | Sp nov  | Sinónimo júnior | Hollick | Paleoceno / Eoceno | Campo de carbón de Matanuska | EE.UU (Alaska) |                   | Una morfoespecie de Palmacites . Se trasladó a Exflabellaria alaskana en 1952 Se mudó a Palmacites Alaska |          |

#### Eudicotiledóneas basales y eudicotiledóneas centrales no ubicadas
| Nombre                     | Novedad | Estado          | Autores | Edad             | Unidad                        | Ubicación                                     | Taxones sinónimos | Notas | Imágenes |
| -------------------------- | ------- | --------------- | ------- | ---------------- | ----------------------------- | --------------------------------------------- | ----------------- | --- | -------- |
| Dillenia alaskana          | Sp nov  |                 | Hollick | Paleoceno/Eoceno | "Chiguik River flora"         | Bandera de Estados Unidos · Bandera de Alaska |                   | Especie Dillenia.                                                                                               |          |
| Dillenites ceterus         | Sp nov  |                 | Hollick | Paleoceno/Eoceno | Flora de la bahía de Hamilton | Bandera de Estados Unidos · Bandera de Alaska |                   | Especie Dillenia.                                                                                               |          |
| Dillenites ellipticus      | Sp nov  |                 | Hollick | Paleoceno/Eoceno | Flora de la bahía de Hamilton | Bandera de Estados Unidos · Bandera de Alaska |                   | Especie Dillenia. Incluye una variedad D. e. ulmifolius                                                         |          |
| Grevillea alaskana         | Sp nov  |                 | Hollick | Paleoceno/Eoceno | "Troublesome Gulch flora"     | Bandera de Estados Unidos · Bandera de Alaska |                   | Una especie de Grevillea.                                                                                       |          |
| Hakea alaskana             | Sp nov  |                 | Hollick | Paleoceno/Eoceno | Matanuska coal field          | Bandera de Estados Unidos · Bandera de Alaska |                   | Una especie de Hakea.                                                                                           |          |
| Macclintockia chignikensis | Sp nov  | Sinónimo júnior | Hollick | Paleoceno/Eoceno | "Chignik River flora"         | Bandera de Estados Unidos · Bandera de Alaska |                   | Descrita por primera vez como una especie de Macclintockia. Sinónimamente como Cercidiphyllum arcticum en 1939. |          |
| Platanus rectinervis       | Sp nov  |                 | Hollick | Paleoceno/Eoceno | "Rampart flora"               | Bandera de Estados Unidos · Bandera de Alaska |                   | A Platanus species.                                                                                             |          |

#### Superasteridas
| Nombre                 | Novedad | Estado          | Autores | Edad             | Unidad                        | Ubicación                                     | Taxones sinónimos | Notas | Imágenes |
| ---------------------- | ------- | --------------- | ------- | ---------------- | ----------------------------- | --------------------------------------------- | ----------------- | --- | -------- |
| Aralia delicatula      | Sp nov  |                 | Hollick | Paleoceno/Eoceno | "Point Divide flora"          | Bandera de Estados Unidos · Bandera de Alaska |                   | Una especie de Aralia.                                                                                     |          |
| Coccolobis chapini     | Sp nov  | Sinónimo júnior | Hollick | Paleoceno/Eoceno | Matanuska coal field          | Bandera de Estados Unidos · Bandera de Alaska |                   | Una especie Coccoloba. Se mudó a Coccoloba chapini en 1952                                                 |          |
| Cornus irregularis     | Sp nov  |                 | Hollick | Paleoceno/Eoceno | "Mount Chezum flora"          | Bandera de Estados Unidos · Bandera de Alaska |                   | A dogwood species.                                                                                         |          |
| Fraxinus inordinata    | Sp nov  |                 | Hollick | Paleoceno/Eoceno | "Chignik Bay flora"           | Bandera de Estados Unidos · Bandera de Alaska |                   | Una posible especie de fresno.                                                                             |          |
| Fraxinus lateralis     | Sp nov  | Sinónimo júnior | Hollick | Late Eocene      | Formación Kulthieth           | Bandera de Estados Unidos · Bandera de Alaska |                   | Descrito por primera vez como una especie de fresno. Sinónimamente como Platycarya pseudobrauni en 1977.\| |          |
| Fraxinus? pseudobliqua | Sp nov  |                 | Hollick | Paleoceno/Eoceno | "Chignik Bay flora"           | Bandera de Estados Unidos · Bandera de Alaska |                   | Una posible especie de fresno.                                                                             |          |
| Fraxinus yukonensis    | Sp nov  |                 | Hollick | Paleoceno/Eoceno | "Mogul Creek flora"           | Bandera de Estados Unidos · Bandera de Alaska |                   | Una posible especie de fresno.                                                                             |          |
| Mohrodendron inopinum  | Sp nov  | Sinónimo júnior | Hollick | Late Eocene      | Formación Kulthieth           | Bandera de Estados Unidos · Bandera de Alaska |                   | Descrita por primera vez como una especie de Mohrodendron Trasladada a Halesia inopinum en 1952            |          |
| Rhododendron crassum   | Sp nov  | sinónimo júnior | Hollick | Late Eocene      | Formación Kulthieth           | Bandera de Estados Unidos · Bandera de Alaska |                   | Una especie de rododendro. Un sinónimo júnior de Rhododendron crassum (Franch, 1887)                       |          |
| Saurauia alaskana      | Sp nov  |                 | Hollick | Paleoceno/Eoceno | Flora de la bahía de Hamilton | Bandera de Estados Unidos · Bandera de Alaska |                   | Relacionado con kiwi.                                                                                      |          |
| Viburnum aequale       | Sp nov  | Válido          | Hollick | Paleoceno/Eoceno | "Point Divide flora"          | Bandera de Estados Unidos · Bandera de Alaska |                   | Una especie de viburnum.                                                                                   |          |
| Viburnum duriusculum   | Sp nov  | Válido          | Hollick | Paleoceno/Eoceno | "Point Divide flora"          | Bandera de Estados Unidos · Bandera de Alaska |                   | Una especie de viburnum.                                                                                   |          |
| Viburnum evexum        | Sp nov  | Válido          | Hollick | Paleoceno/Eoceno | "Chignik Bay flora"           | Bandera de Estados Unidos · Bandera de Alaska |                   | Una especie de viburnum.                                                                                   |          |
| Viburnum obliquum      | Sp nov  | Válido          | Hollick | Paleoceno/Eoceno | Matanuska coal field          | Bandera de Estados Unidos · Bandera de Alaska |                   | Una especie de viburnum.                                                                                   |          |

#### Superrósidas
| Nombre                           | Novedad    | Estado          | Autores           | Edad                  | Unidad                        | Ubicación                                                    | Taxones sinónimos                            | Notas | Imágenes |
| -------------------------------- | ---------- | --------------- | ----------------- | --------------------- | ----------------------------- | ------------------------------------------------------------ | -------------------------------------------- | --- | -------- |
| Abutilon eakini                  | Sp nov     | Sinónimo júnior | Hollick           | Paleoceno/Eoceno      | "Point Divide flora"          | Bandera de Estados Unidos · Bandera de Alaska                |                                              | First described as an Abutilon species.Moved to Cocculus eakinii in 1983 |          |
| Acacia aquilonia                 | Sp nov     |                 | Hollick           | Paleoceno/Eoceno      | "Kootznahoo Inlet flora"      | Bandera de Estados Unidos · Bandera de Alaska                |                                              | Una especie de Acacia. |          |
| Acer disputabilis                | Sp nov     |                 | Hollick           | Paleoceno/Eoceno      | "Pumicestone Creek flora"     | Bandera de Estados Unidos · Bandera de Alaska                |                                              | Una especie de arce. |          |
| Acer visibilis                   | Sp nov     |                 | Hollick           | Paleoceno/Eoceno      | "Rampart flora"               | Bandera de Estados Unidos · Bandera de Alaska                |                                              | Una especie de arce. |          |
| Alnus alnifolia                  | Comb nov   |                 | (Göppert) Hollick | Tortoniense           |                               | Upper Silesia                                                |                                              | Una especie de aliso. Descrita por primera vez como Carpinus alnifolia (1855). |          |
| Artocarpidium alaskanum          | Comb nov   |                 | Hollick           | Late Eocene           | Formación Kulthieth           | Bandera de Estados Unidos · Bandera de Alaska                |                                              | Una especie de morácea. |          |
| Artocarpus ordinarius            | Sp nov     |                 | Hollick           | Paleoceno/Eoceno      | "Rampart flora"               | Bandera de Estados Unidos · Bandera de Alaska                |                                              | Relacionado con jaca. |          |
| Betula confusa var. lata         | Var nov    |                 | Hollick           | Paleoceno/Eoceno      | "Bluff Point flora"           | Bandera de Estados Unidos · Bandera de Alaska                |                                              | Variedad de Betula confusa. |          |
| Betula dubiosa                   | Sp nom nov |                 | Hollick           | Tortonian             |                               | Upper Silesia                                                |                                              | Una especie de abedul abedul. Un nuevo nombre para Betula macrophylla (Goeppert) (1868). Homónimo de Betula macrophylla (Ettingshausen) (1852). Descrita por primera vez como Alnus macrophylla (1855). |          |
| Betula populoides                | Sp nov     |                 | Hollick           | Paleoceno/Eoceno      | "Chignik River flora"         | Bandera de Estados Unidos · Bandera de Alaska                |                                              | Una especie de abedul. |          |
| Carpinites truncatus             | Sp nov     |                 | Hollick           | Paleoceno/Eoceno      | Nenana coal field             | Bandera de Estados Unidos · Bandera de Alaska                |                                              | Una morfoespecie de hoja betulácea Carpinites. |          |
| Celastrus comparabilis           | Sp nov     |                 | Hollick           | Paleoceno/Eoceno      | "Dalton's coal outcrop flora" | Bandera de Estados Unidos · Bandera de Alaska                |                                              | Una especie de enredadera de bastón. |          |
| Cissus cissoides                 | Comb nov   |                 | Hollick           | Paleoceno Thanetiense |                               | Marne                                                        | Cissus primaeva (1868)                       | Una especie de vid llamada Cissus. Trasladada de Vitigene cissoides (1865).\| |          |
| Cissus pterospermoides           | Sp nov     |                 | Hollick           | Paleoceno/Eoceno      | "Dalton's coal outcrop flora" | Bandera de Estados Unidos · Bandera de Alaska                |                                              | Una especie de enredadera de bastón. |          |
| Corylus adumbrata                | Sp nov     |                 | Hollick           | Paleoceno/Eoceno      | Matanuska coal field          | Bandera de Estados Unidos · Bandera de Alaska                |                                              | Una especie de avellana. |          |
| Corylus evidens                  | Sp nov     |                 | Hollick           | Paleoceno/Eoceno      | "Cape Nukhshak flora"         | Bandera de Estados Unidos · Bandera de Alaska                |                                              | Una especie de avellana. |          |
| Corylus kenaiana                 | Sp nov     |                 | Hollick           | Paleoceno/Eoceno      | "Kachemak Bay flora"          | Bandera de Estados Unidos · Bandera de Alaska                | Corylus macquarrii (of Heer, 1869 pro parte) | Una especie de avellana. |          |
| Crataegus alaskensis             | Sp nov     |                 | Hollick           | Paleoceno/Eoceno      | "Cape Douglas flora"          | Bandera de Estados Unidos · Bandera de Alaska                |                                              | Una especie de espino. |          |
| Crataegus cappsii                | Sp nov     |                 | Hollick           | Paleoceno/Eoceno      | Nenana coal field             | Bandera de Estados Unidos · Bandera de Alaska                |                                              | Una especie de espino. |          |
| Crataegus yukonensis             | Sp nov     |                 | Hollick           | Paleoceno/Eoceno      | "Drew's mine flora"           | Bandera de Estados Unidos · Bandera de Alaska                |                                              | Una especie de espino. |          |
| Cupania comparabilis             | Sp nov     |                 | Hollick           | Paleoceno/Eoceno      | "Cape Nukhshak flora"         | Bandera de Estados Unidos · Bandera de Alaska                |                                              | Una especie de Cupania. |          |
| Dolichos convexus                | Sp nov     |                 | Hollick           | Paleoceno/Eoceno      | Matanuska coal field          | Bandera de Estados Unidos · Bandera de Alaska                |                                              | Una especie de Dolichos. |          |
| Dryophyllum aquilonium           | Sp nov     |                 | Hollick           | Paleoceno/Eoceno      | Matanuska coal field          | Bandera de Estados Unidos · Bandera de Alaska                |                                              | Una especie de Dryophyllum. |          |
| Elaeocarpus alaskensis           | Sp nov     |                 | Hollick           | Paleoceno/Eoceno      | "Bluff Point flora"           | Bandera de Estados Unidos · Bandera de Alaska                |                                              | Una especie de Elaeocarpus. |          |
| Euonymus pacificus               | Sp nov     |                 | Brown             | Miocene               | Mascall Formation             | Bandera de Estados Unidos · Bandera del Estado de Washington |                                              | Una especie de arbusto de fresa. |          |
| Fagus alnitifolia                | Sp nov     |                 | Hollick           | Paleoceno/Eoceno      | "Troublesome Gulch flora"     | Bandera de Estados Unidos · Bandera de Alaska                |                                              | Una especie de haya. |          |
| Ficus menzeli                    | Sp nov     |                 | Hollick           | Paleoceno/Eoceno      | Matanuska coal field          | Bandera de Estados Unidos · Bandera de Alaska                |                                              | Una especie de higo. |          |
| Ficus overbecki                  | Sp nov     |                 | Hollick           | Paleoceno/Eoceno      | Nenana coal field             | Bandera de Estados Unidos · Bandera de Alaska                |                                              | Una especie de higo. |          |
| Ficus stantoni                   | Sp nov     |                 | Hollick           | Paleoceno/Eoceno      | "Chignik Bay flora"           | Bandera de Estados Unidos · Bandera de Alaska                |                                              | Una especie de higo. |          |
| Grewia orbiculata                | Sp nov     | sinónimo júnior | Hollick           | Paleoceno/Eoceno      | "Rampart flora"               | Bandera de Estados Unidos · Bandera de Alaska                |                                              | Una especie de Grewia. sinónimo júnior de Grewia orbiculata (Rottler, 1803) |          |
| Grewia zizyphoides               | Sp nov     |                 | Hollick           | Paleoceno/Eoceno      | "Nun point flora"             | Bandera de Estados Unidos · Bandera de Alaska                |                                              | Una especie de Grewia. |          |
| Grewiopsis alaskana              | Sp nov     | Sinónimo júnior | Hollick           | Paleoceno/Eoceno      | "Chignik Bay flora"           | Bandera de Estados Unidos · Bandera de Alaska                |                                              | Descrita por primera vez como una especie de Grewiopsis. Trasladada a Dicotylophyllum alaskanum en 1966.                                                                                                |          |
| Grewiopsis congerminalis         | Sp nov     | Sinónimo júnior | Hollick           | Paleoceno/Eoceno      | "Mogul Creek flora"           | Bandera de Estados Unidos · Bandera de Alaska                |                                              | Descrita por primera vez como una especie de Grewiopsis. Trasladada a Cordia congerminalis en 1984. |          |
| Grewiopsis defectivus            | Sp nov     |                 | Hollick           | Paleoceno/Eoceno      | Flora de la bahía de Hamilton | Bandera de Estados Unidos · Bandera de Alaska                |                                              | Una especie de Grewiopsis. |          |
| Grewiopsis frustratorius         | Sp nov     |                 | Hollick           | Paleoceno/Eoceno      |                               | Bandera de Estados Unidos · Bandera de Alaska                |                                              | Una especie de Grewiopsis. |          |
| Grewiopsis grandiculus           | Sp nov     |                 | Hollick           | Paleoceno/Eoceno      | "Nun point flora"             | Bandera de Estados Unidos · Bandera de Alaska                |                                              | Una especie de Grewiopsis. |          |
| Hamamelis clarus                 | Sp nov     |                 | Hollick           | Paleoceno/Eoceno      | "Mogul Creek flora"           | Bandera de Estados Unidos · Bandera de Alaska                |                                              | Una especie de hamamelis. |          |
| Hampea conditionalis             | Sp nov     | Sinónimo júnior | Hollick           | Paleoceno/Eoceno      | "Dalton's coal flora"         | Bandera de Estados Unidos · Bandera de Alaska                |                                              | Descrita como una especie Hampea. Se mudó a Paratinomiscium conditionalis en 1977 |          |
| Juglans longiapiculata           | Sp nov     |                 | Hollick           | Paleoceno/Eoceno      | Flora de la bahía de Hamilton | Bandera de Estados Unidos · Bandera de Alaska                |                                              | Una especie de nogal. |          |
| Juglans? pseudopunctata          | Sp nov     |                 | Hollick           | Paleoceno/Eoceno      | "Fritz Creek flora"           | Bandera de Estados Unidos · Bandera de Alaska                |                                              | Una especie de nogal. |          |
| Juglans Válidoa                  | Sp nov     |                 | Hollick           | Paleoceno/Eoceno      | Flora de la bahía de Hamilton | Bandera de Estados Unidos · Bandera de Alaska                |                                              | Una especie de nogal nogal. |          |
| Koelreuteria eakini              | Sp nov     |                 | Hollick           | Paleoceno/Eoceno      | "Rampart flora"               | Bandera de Estados Unidos · Bandera de Alaska                |                                              | A Paullinia species. |          |
| Lepargyraea weaveri              | Sp nov     | Sinónimo júnior | (Hollick) LaMotte | Paleoceno - Eoceno    | "Kachemak Bay flora"          | Bandera de Estados Unidos · Bandera de Alaska                |                                              | Descrita por primera vez como una especie de Lepargyraea, trasladada a Shepherdia weaveri en (1952). |          |
| Myrica banksiaefolia curta       | Var nov    |                 | Hollick           | Paleoceno/Eoceno      | "Cape Douglas flora"          | Bandera de Estados Unidos · Bandera de Alaska                |                                              | Una variedad de mirto de cera. |          |
| Paliurus ceterus                 | Sp nov     |                 | Hollick           | Paleoceno/Eoceno      | Matanuska coal field          | Bandera de Estados Unidos · Bandera de Alaska                |                                              | Una especie de Paliurus. |          |
| Paullinia alaskana               | Sp nov     |                 | Hollick           | Paleoceno/Eoceno      | "Drew's mine flora"           | Bandera de Estados Unidos · Bandera de Alaska                |                                              | Una especie de Paullinia. |          |
| Pithecollobium ceterum           | Sp nov     |                 | Hollick           | Paleoceno/Eoceno      | "Drew mine flora"             | Bandera de Estados Unidos · Bandera de Alaska                |                                              | Una especie de cuenta negra. |          |
| Planera aquaticiformis           | Sp nov     | Sinónimo júnior | Hollick           | Late Eocene           | Formación Kulthieth           | Bandera de Estados Unidos · Bandera de Alaska                |                                              | Descrito por primera vez como una especie de olmo de agua. Sinónimamente con Platycarya pseudobrauni en 1977.                                                                                           |          |
| Populus congerminalis            | Sp nov     |                 | Hollick           | Paleoceno/Eoceno      | "Cape Nukhshak flora"         | Bandera de Estados Unidos · Bandera de Alaska                |                                              | Una especie de álamo. |          |
| Populus flexuosa                 | Sp nov     | Sinónimo júnior | Hollick           | Paleoceno/Eoceno      | "Admiralty Island flora"      | Bandera de Estados Unidos · Bandera de Alaska                |                                              | Descrito como especie de Populus. Sinónimamente en Cercidlphyllum arcticum en 1939 |          |
| Populus obscura                  | Sp nov     | Sinónimo júnior | Hollick           | Paleoceno/Eoceno      | "Chignik River flora"         | Bandera de Estados Unidos · Bandera de Alaska                |                                              | Descrito como especie de Populus. Sinónimamente en Cercidlphyllum arcticum en 1939 |          |
| Prunus hartungi var. aequalis    | Var nov    |                 | Hollick           | Paleoceno/Eoceno      | " Bluff Point flora"          | Bandera de Estados Unidos · Bandera de Alaska                |                                              | Una variedad de cereza. |          |
| Pterocarya septentrionale        | Sp nov     |                 | Hollick           | Paleoceno/Eoceno      | "Moose Creek flora"           | Bandera de Estados Unidos · Bandera de Alaska                |                                              | Una especie de nuez alada. |          |
| Pterospermites auriculaecordatus | Sp nov     |                 | Hollick           | Paleoceno/Eoceno      | "Moose Creek flora"           | Bandera de Estados Unidos · Bandera de Alaska                |                                              | Descrita por primera vez como una especie de Pterospermites. Trasladada a Grewiopsis auriculicordatus en 1966                                                                                           |          |
| Pterospermites conjunctivus      | Sp nov     |                 | Hollick           | Paleoceno/Eoceno      | "Chignik Bay flora"           | Bandera de Estados Unidos · Bandera de Alaska                |                                              | Una especie de Pterospermites. |          |
| Pterospermites imparilis         | Sp nov     |                 | Hollick           | Paleoceno/Eoceno      | "Moose Creek flora"           | Bandera de Estados Unidos · Bandera de Alaska                |                                              | A Pterospermites species. |          |
| Quercus conjunctiva              | Sp nov     |                 | Hollick           | Paleoceno/Eoceno      | Matanuska coal field          | Bandera de Estados Unidos · Bandera de Alaska                |                                              | Una especie de roble. |          |
| Rhamnus pseudogoldianus          | Sp nov     |                 | Hollick           | Paleoceno/Eoceno      | "Rampart flora"               | Bandera de Estados Unidos · Bandera de Alaska                |                                              | Una especie de espino cerval. |          |
| Rosa cetera                      | Sp nov     |                 | Hollick           | Paleoceno/Eoceno      | Matanuska coal field          | Bandera de Estados Unidos · Bandera de Alaska                |                                              | Una especie de rosa. |          |
| Rosa confirmata                  | Sp nov     |                 | Hollick           | Paleoceno/Eoceno      | "Bluff Point flora"           | Bandera de Estados Unidos · Bandera de Alaska                |                                              | Una especie de rosa. |          |
| Salix alaskana                   | Sp nov     |                 | Hollick           | Paleoceno/Eoceno      | "Bradley Coal flora"          | Bandera de Estados Unidos · Bandera de Alaska                |                                              | Una especie de sauce. |          |
| Semecarpus alaskana              | Sp nov     | Sinónimo júnior | Hollick           | Late Eocene           | Formación Kulthieth           | Bandera de Estados Unidos · Bandera de Alaska                |                                              | Descrito por primera vez como una especie de Semecarpus. Trasladado a Melanorrhoea alaskana en 1977. Recombinado como Gluta alaskana.                                                                   |          |
| Semecarpus prindlei              | Sp nov     |                 | Hollick           | Paleoceno/Eoceno      | "Bryant Creek flora"          | Bandera de Estados Unidos · Bandera de Alaska                |                                              | Una especie de Semecarpus. |          |
| Sophora multiformis              | Sp nov     |                 | Hollick           | Paleoceno/Eoceno      | "Drew's mine flora"           | Bandera de Estados Unidos · Bandera de Alaska                |                                              | Una especie de Sophora. |          |
| Spiraea weaveri                  | Sp nov     |                 | Hollick           | Paleoceno/Eoceno      | "Fritz Creek flora"           | Bandera de Estados Unidos · Bandera de Alaska                |                                              | Una especie de corona nupcial. |          |
| Tilia grewioides                 | Sp nov     |                 | Hollick           | Paleoceno/Eoceno      | "Kootznahoo Inlet flora"      | Bandera de Estados Unidos · Bandera de Alaska                |                                              | Una especie de Tilia. |          |
| Tilia notabilis                  | Sp nov     |                 | Hollick           | Paleoceno/Eoceno      | "Kootznahoo Inlet flora"      | Bandera de Estados Unidos · Bandera de Alaska                |                                              | Una especie de Tilia. |          |
| Ulmus pseudobraunii              | Sp nov     | Sinónimo júnior | Hollick           | Late Eocene           | Formación Kulthieth           | Bandera de Estados Unidos · Bandera de Alaska                |                                              | Descrito por primera vez como una especie de olmo. Trasladado a Platycarya pseudobrauni en 1977 |          |
| Vitis atwoodi                    | Sp nov     |                 | Hollick           | Paleoceno/Eoceno      | "Kootznahoo inlet flora"      | Bandera de Estados Unidos · Bandera de Alaska                |                                              | Una especie de uva. |          |

### Otras plantas con flores
| Nombre                    | Novedad | Estado          | Autores | Edad             | Unidad                   | Ubicación                                     | Taxones sinónimos | Notas | Imágenes |
| ------------------------- | ------- | --------------- | ------- | ---------------- | ------------------------ | --------------------------------------------- | ----------------- | --- | -------- |
| Antholithes castaneoides  | Sp nov  | Válido          | Hollick | Paleoceno/Eoceno | "Moose Creek flora"      | Bandera de Estados Unidos · Bandera de Alaska |                   | Stellate inflorescences of uncertain affinitySimilar to Quercus, Fagus, & CastaneaPlaced in form genus Antholites                                         |          |
| Carpolithes auriformis    | Sp nov  | Sinónimo júnior | Hollick | Paleoceno/Eoceno | "King Salmon Lake flora" | Bandera de Estados Unidos · Bandera de Alaska |                   | A fruit of initial uncertain affinityFirst placed in form genus Carpolithes Moved to Diploclisia auriformis in 1994 Moved to Stephania auriformis in 2017 |          |
| Carpolithes elytraeformis | Sp nov  | Sinónimo júnior | Hollick | Late Eocene      | Formación Kulthieth      | Bandera de Estados Unidos · Bandera de Alaska |                   | A fruit of initial uncertain affinityFirst placed in form genus Carpolithes Moved toPalaeophytocrene elytraeformis in 1977                                |          |
| Palaeanthus prindlei      | Sp nov  | Válido          | Hollick | Paleoceno/Eoceno | "Bryant Creek flora"     | Bandera de Estados Unidos · Bandera de Alaska |                   | A probable flower of uncertain affinityPlaced in form genus Palaeanthus                                                                                   |          |

### Insectos
| Nombre                  | Novedad  | Estado          | Autores              | Edad             | Unidad               | Ubicación                                       | Notas                                                                                       | Imágenes |
| ----------------------- | -------- | --------------- | -------------------- | ---------------- | -------------------- | ----------------------------------------------- | ------------------------------------------------------------------------------------------- | -------- |
| Micropterix proavitella | Sp nov   | Sinónimo júnior | Rebel                | Early Eocene     | Baltic amber         |                                                 | Moved to Baltimartyria proavitella in 1995                                                  |          |
| Fibla exusta            | Comb nov | Válido          | (Cockerell & Custer) | EocenePriabonian | Florissant Formation | Bandera de Estados Unidos · Bandera de Colorado | An inocelliid snakefly Moved from Inocellia exusta (1925)                                   |          |
| Raphidia elegans        | Comb nov | Sinónimo júnior | (Cockerell)          | EocenePriabonian | Florissant Formation | Bandera de Estados Unidos · Bandera de Colorado | A raphidiid snakeflyMoved from Megaraphidia elegans (1907) Moved back to M. elegans in 2014 |          |

## Archosauromorfos

### Dinosaurios
| Nombre        | Novedad         | Estado | Autores | Edad                    | Localidad tipo      | Ubicación  | Notas           | Imágenes |
| ------------- | --------------- | ------ | ------- | ----------------------- | ------------------- | ---------- | --------------- | -------- |
| Nipponosaurus | Gen. y sp. nov. | Válido | Nagao   | Santoniano - Campaniano | Grupo Yezo superior | Rusia      | Un hadrosáurido |          |
| Segisaurio    | Gen. y sp. nov. | Válido | Acampar | Pliensbachiano          | arenisca navajo     | A NOSOTROS | Un celofisoide  |          |

### Pterosaurios
| Nombre         | Novedad            | Estado          | Autores | Edad               | Unidad               | Ubicación       | Notas | Imágenes |
| -------------- | ------------------ | --------------- | ------- | ------------------ | -------------------- | --------------- | --- | -------- |
| Odontorhynchus | Gen sp et comb nov | Sinónimo júnior | Stolley | jurásico Titoniano | Formación Altmühltal | Alemania Bayern | Un pterosaurio ranforrínquido La especie tipo es O. aculeatus. También se incluye Rhamphorhynchus longicaudus ( 1846 ) Sinónimo menor de Rhamphorhynchus |          |

## Sinápsidos

### No mamíferos
| Nombre          | Estado         | Autores              | Edad                       | Unidad                         | Ubicación            | Notas                               | Imágenes |
| --------------- | -------------- | -------------------- | -------------------------- | ------------------------------ | -------------------- | ----------------------------------- | -------- |
| Belesodon       | Sinónimo menor | von Huene            | Middle Triassic (Ladinian) | Santa Maria Formation          | Bandera de Brasil    | Sinónimo menor of Chiniquodon.      |          |
| Cerdorhinus     | Válido         | Broom                | Middle Permian             | Middle Abrahamskraal Formation | Bandera de Sudáfrica | A gorgonopsian.                     |          |
| Chiniquodon     | Válido         | von Huene            | Middle Triassic (Ladinian) | Santa Maria Formation          | Bandera de Brasil    | A member of Chiniquodontidae.       |          |
| Dinogorgon      | Válido         | Broom                | Late Permian               | Cistecephalus Assemblage Zone  | Bandera de Sudáfrica | A gorgonopsian.                     |          |
| Dinosuchus      | Preoccupied    | Broom                | Middle Permian             | Tapinocephalus Assemblage Zone | Bandera de Sudáfrica | A member of Dinocephalia.           |          |
| Galerhynchus    | Válido         | Broom                | Late Permian               | Cistecephalus Assemblage Zone  | Bandera de Sudáfrica | Una gorgonopsiana.                  |          |
| Nanictosaurus   | Válido         | Broom                | Late Permian               | Dicynodon Assemblage Zone      | Bandera de Sudáfrica | Un miembro de Thrinaxodontidae.     |          |
| Notaelurops     | Sinónimo menor | Broom                | Late Permian               | Dicynodon Assemblage Zone      | Bandera de Sudáfrica | Sinónimo menor de Theriognathus.    |          |
| Parathrinaxodon | Nomen oblitum  | Parrington           | Late Permian               | Kawinga Formation              | Bandera de Tanzania  | Un sinónimo menor de Procynosuchus. |          |
| Sysphinctostoma | Sinónimo menor | Broili and Schroeder | Triásico temprano          | Cynognathus Assemblage Zone    | Bandera de Sudáfrica | Un sinónimo menor de Diademodon.    |          |
| Traversodon     | Válido         | von Huene            | Middle Triassic (Ladinian) | Santa Maria Formation          | Bandera de Brasil    | Un traversodóntido.                 |          |